# Canzoni tranesi
Canzoni tranesi è un album del 1976 di Leone Di Lernia con la "New Rock Band".

## Tracce
Lato A
1. Cincilluzzo (3:05)
2. Superpuglia (3:05)
3. Ma Stufate (3:30)
4. Sandanicola (3:00)
5. U Chiengeleuse (3:15)
6. U Cardille Ngrate (3:24)

Lato B
1. Mimì scazzamupede (3:10)
2. La ballata du Quaratino (3:45)
3. Sereine du mare (2:45)
4. La Quartara (3:35)
5. Nan vogghie fatighe' (2:25)
6. T'arrecuorde Rusi? (3:50)